# Діерсвілл (Огайо)
Діерсвілл (англ. Deersville) — селище (англ. village) в США, в окрузі Гаррісон штату Огайо. Населення — 69 осіб (2020).

## Географія
Діерсвілл розташований за координатами 40°18′30″ пн. ш. 81°11′17″ зх. д. / 40.30833° пн. ш. 81.18806° зх. д. (40.308261, -81.188021).  За даними Бюро перепису населення США в 2010 році селище мало площу 0,89 км², уся площа — суходіл.

## Демографія
Згідно з переписом 2010 року, у селищі мешкало 79 осіб у 33 домогосподарствах у складі 24 родин. Густота населення становила 89 осіб/км².  Було 59 помешкань (66/км²).
Расовий склад населення:
| - 94,9 % — білих - 2,5 % — азіатів |

До двох чи більше рас належало 2,5 %. Частка іспаномовних становила 0,0 % від усіх жителів.
За віковим діапазоном населення розподілялося таким чином: 16,5 % — особи молодші 18 років, 65,8 % — особи у віці 18—64 років, 17,7 % — особи у віці 65 років та старші. Медіана віку мешканця становила 45,5 року. На 100 осіб жіночої статі у селищі припадало 107,9 чоловіків;  на 100 жінок у віці від 18 років та старших — 100,0 чоловіків також старших 18 років.
Середній дохід на одне домашнє господарство  становив 34 850 доларів США (медіана — 37 500), а середній дохід на одну сім'ю — 33 450 доларів (медіана — 33 750). За межею бідності перебувало 45,6 % осіб, у тому числі 71,4 % дітей у віці до 18 років та 10,0 % осіб у віці 65 років та старших.
Цивільне працевлаштоване населення становило 19 осіб. Основні галузі зайнятості: транспорт — 21,1 %, фінанси, страхування та нерухомість — 21,1 %, мистецтво, розваги та відпочинок — 21,1 %.